# Chytonix iaspis
Chytonix iaspis är en fjärilsart som beskrevs av Achille Guenée 1852. Chytonix iaspis ingår i släktet Chytonix och familjen nattflyn. Inga underarter finns listade i Catalogue of Life.